# Lista de distritos de Roraima

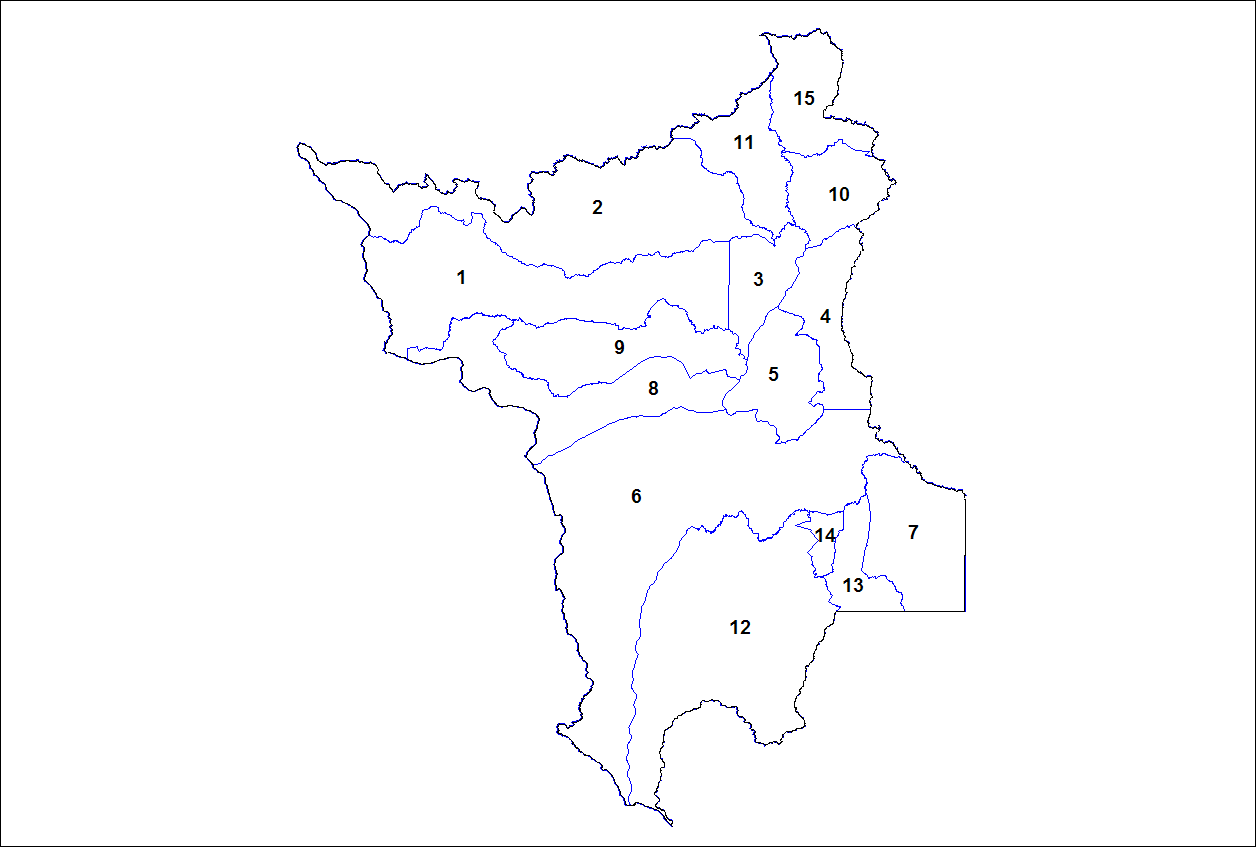
Municípios do estado de Roraima

Esta é uma lista dos distritos dos municípios roraimenses.
Segundo o IBGE, um município para ser formado deve possuir pelo menos um distrito, o distrito sede. No caso dos municípios que possuírem mais de um distrito, estes também constarão na lista.
- Nota: Esta lista não inclui as reservas indígenas.

| Município (Distrito sede) | Demais distritos                                                              |
| ------------------------- | ----------------------------------------------------------------------------- |
| Alto Alegre               | Taiano                                                                        |
| Amajari                   | Vila Brasil Vila Tepequém Vila do Trairão Vila Três Corações                  |
| Boa Vista                 | Monte Cristo Conceição do Maú (extinto) Uraricoera (extinto) Vila do Passarão |
| Bonfim                    | São Francisco Vila Nova Esperança Vilhena                                     |
| Cantá                     | Vila Félix Pinto Vila São Raimundo                                            |
| Caracaraí                 | Novo Paraíso Petrolina do Norte Vista Alegre                                  |
| Caroebe                   | Entre Rios                                                                    |
| Iracema                   | Anajarí Campos Novos São Raimundo                                             |
| Mucajaí                   | Apiaú Samaúma Tamandaré                                                       |
| Normandia                 |                                                                               |
| Pacaraima                 | Contão Sorocaima Surumu                                                       |
| Rorainópolis              | Equador Jundiá Martins Pereira Nova Colina Santa Maria do Boiaçu              |
| São João da Baliza        | São Luizão                                                                    |
| São Luiz                  | Vila Moderna                                                                  |
| Uiramutã                  |                                                                               |